# Abbaye des Ternes
L' abbaye des Ternes, est un ancien monastère de moines Célestins situé sur la commune de Pionnat dans le département de la Creuse (France).  Fondée par Roger Le Fort en 1338 dans son château familial, l'abbaye  abrita une communauté monastique jusqu'en 1777. Il n'en reste aujourd'hui que quelques bâtiments conventuels qui appartiennent au domaine privé.

## Histoire
Godefroy Le Fort, seigneur des Ternes, avait acheté le fief des Ternes vers 1250. Il est mort en 1308 à un âge très avancé: l'âge de 120 ans qu'on lui attribue est peu probable
Son fils Roger Le Fort (1277-1367), qui choisit la vie religieuse, fonda en 1338 le monastère des Ternes dans le château paternel en ayant l'intention d'accomplir à sa façon la parole du prophète Isaïe, reprise par Jésus-Christ : « Ma maison sera appelée maison de prière ». En effet, ayant fait la rencontre dans sa jeunesse de l'ermite bénédictin Pierre de Morrone, élu pape en 1294 sous le nom de Célestin V (192e pape), il conserva à son égard une profonde admiration et vénération, ce qui le poussa à vouloir fonder sur ses terres un pieux asile aux enfants spirituels du saint.
C'est ainsi que Roger le Fort éleva à ses frais les bâtiments claustraux pour accueillir douze moines et un prieur. Il dota l'abbaye de 200 livres de revenu annuel, établit une bibliothèque et pourvut l'église d'ornements sacrés et de reliques. Le bienheureux Roger institua pour ses héritiers les pauvres de Jésus-Christ et fonda par ailleurs un hôpital dans la province de la Marche. C'est lui qui a fait aussi construire le pont appelé « Pont-à-l'Évêque » qui enjambe la Creuse près de Saint-Laurent.
Roger le Fort est sacré évêque d'Orléans le 13 juin 1321 par le Pape Jean XXII. Il deviendra par la suite évêque de Limoges et enfin évêque de Bourges. Il mourut à l'âge de 90 ans le 5 août 1367.
Sa volonté était d'être enseveli dans l'église du monastère des Ternes, mais, comme le veut la coutume, il fut déposé dans sa cathédrale, à Bourges, tout près de la chaire épiscopale, où on lui éleva un monument avec épitaphe en vers latin. Finalement, il sera béatifié par l’Église catholique et devient de ce fait bienheureux.
Bernard de Pardiac, dit Bernard VIII d'Armagnac, précepteur du dauphin Louis, futur Louis XI, qui combattit à la bataille de Patay le 18 juin 1429 auprès de Jeanne d'Arc, et qui fut fait lieutenant général de la Marche et gouverneur du Limousin en 1441 et qui fut tué à Paris en 1456, a été inhumé au monastère des Ternes.
De même, au XVIIe siècle, Guillaume Reydier, archiprêtre de Saint-Sulpice-le-Guérétois, fut enseveli dans le chœur de l'église du monastère des Ternes.
Le prieuré des Ternes dont la fête patronale était l'Assomption de la Sainte Vierge Marie, avait des prieurs nommés tous les trois ans par le chapitre général des Célestins. Parmi eux, il est possible de citer: Frater Girardus Jacobi (prieur des Ternes en 1429 quand fut rédigé l'obituaire de ce prieuré), Jean Bigot (de 1491 à 1494), Innocent Guénot (en 1531), Marie-François Paillet (devenu par la suite chanoine de Notre-Dame de Guéret en 1781).
L'évêque de Limoges, Pierre de Montbrun, consacra le 14 octobre 1454, près du portail du monastère des Ternes, un autel dédié à saint Jean-Baptiste, saint Laurent et sainte Madeleine.
La commission des réguliers (1766-1780) qui avait été instituée en France à la demande du roi Louis XV pour réfréner les abus du clergé et examiner la situation financière des établissements ecclésiastiques aux ressources insuffisantes, effectua en réalité un travail de destruction des ordres religieux. Les religieux des Ternes qui à cette époque n'étaient plus que six, durent quitter le 1er juillet 1777, l'abbaye que leur avait construit Roger Le Fort en 1338.
Aujourd'hui, l'abbaye est une propriété privée. Il ne reste presque plus que quelques bâtiments conventuels de cet ancien monastère, le portail d'entrée flanqué de deux tourelles, ainsi que l'ancienne boulangerie au nord. Au début du XXe siècle existait encore la fontaine du monastère. À l'emplacement de l'église abbatiale a été construite au XIXe une maison bourgeoise.

## L'habit des moines célestins
Les célestins portaient une tunique blanche, un scapulaire noir, un capuchon à collerette et,  pour les profès, une coule noire. En raison de leur scapulaire noir qui formait comme un trait noir sur leur robe blanche, ils furent également appelés les barrés.

## Photothèque

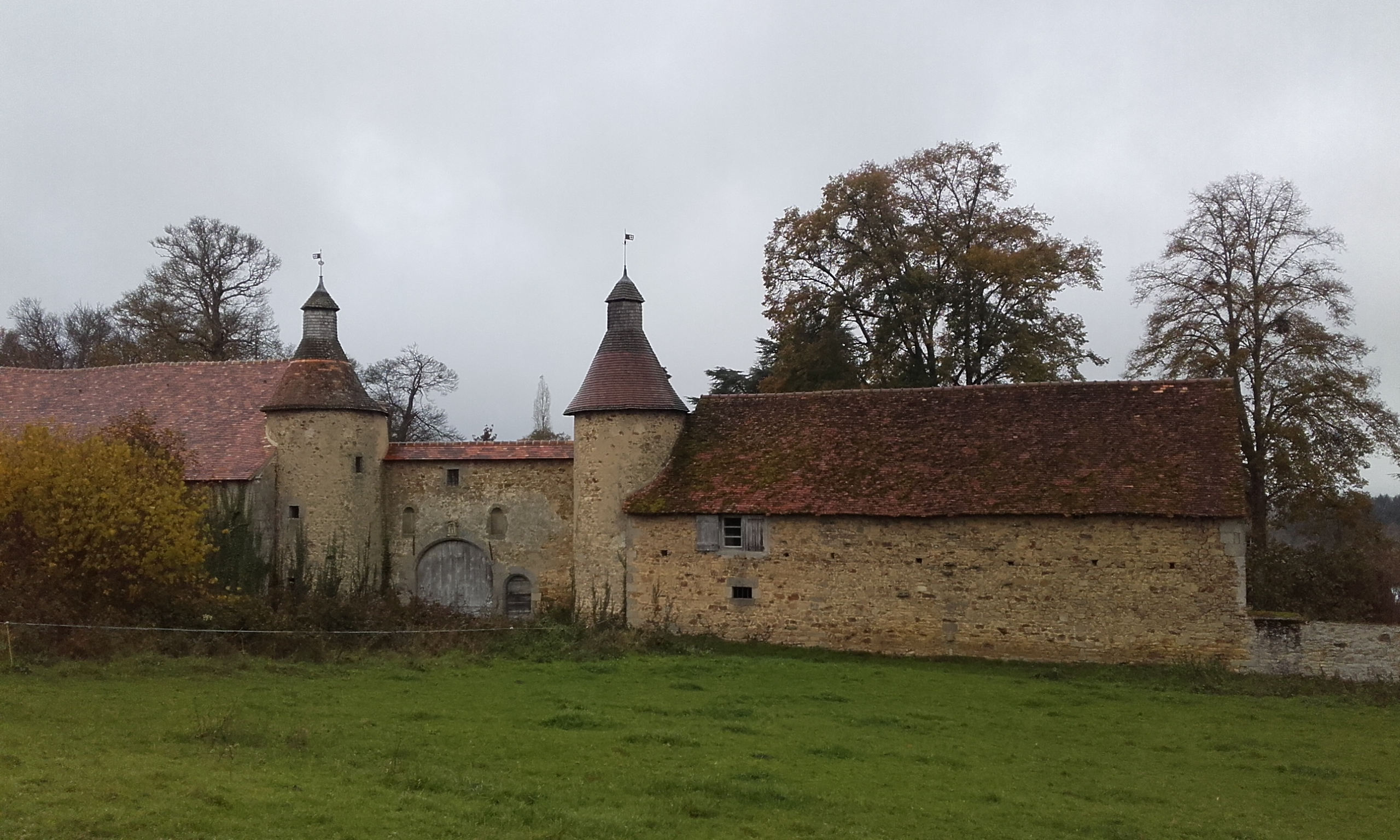
Vue générale
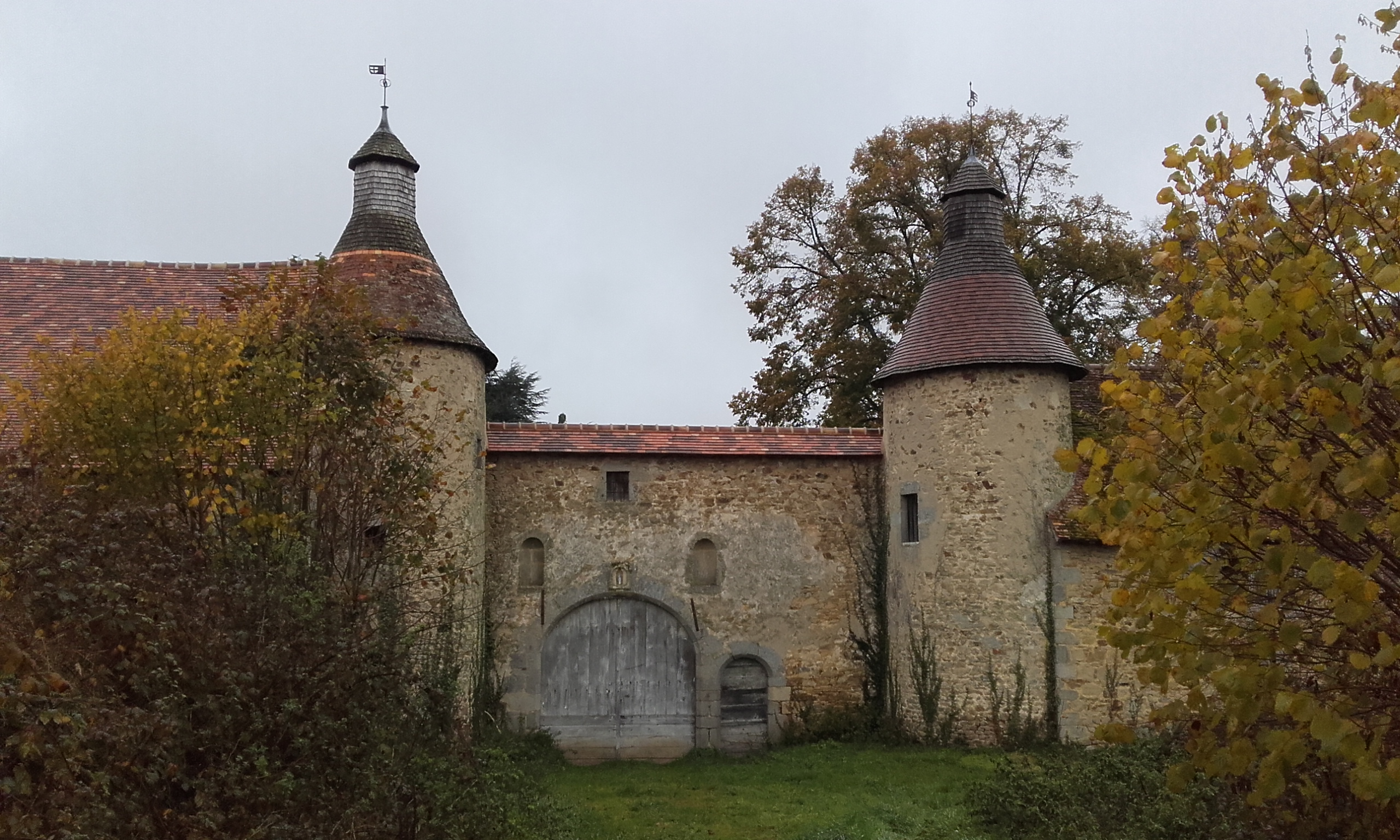
Portail et tourelles de l'abbaye
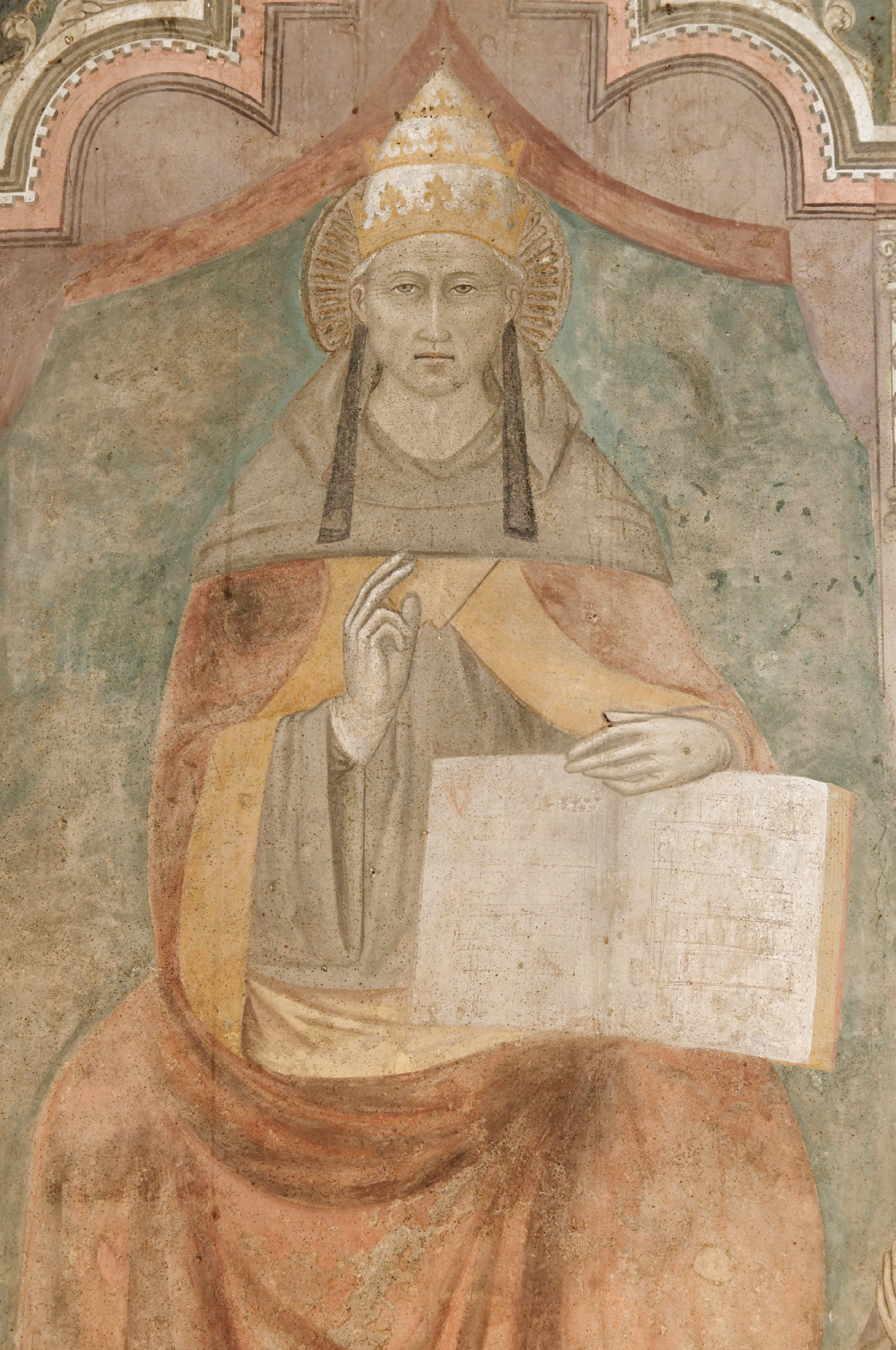
Pape Célestin V, fondateurs des Célestins
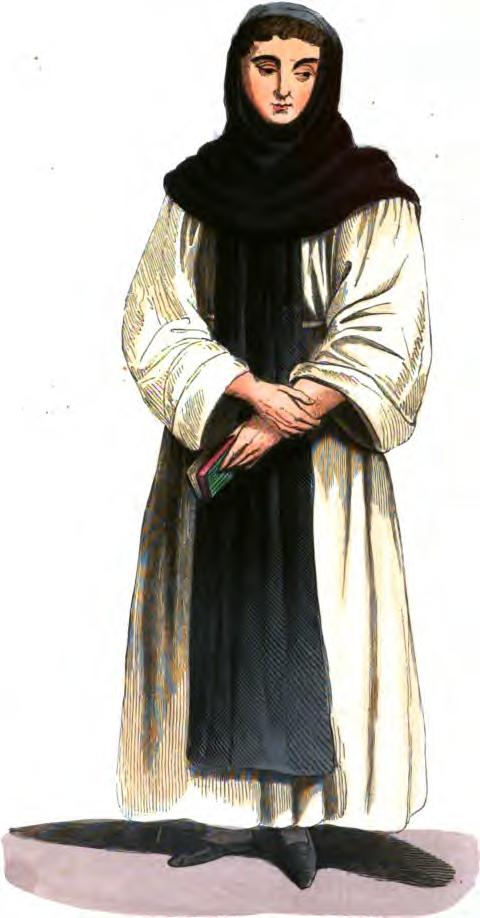
L'habit religieux des moines célestins